# Pseudecheneis paucipunctatus
Pseudecheneis paucipunctatus es una especie de peces de la familia Sisoridae en el orden de los Siluriformes.

## Morfología
• Los machos pueden llegar alcanzar los 13,5 cm de longitud total.

## Distribución geográfica
Se encuentra en la cuenca del río Salween en Yunnan (China ).